# Bedihošť
Bedihošť település Csehországban, a Prostějovi járásban. Bedihošť Výšovice, Kralice na Hané, Čehovice és Prostějov településekkel határos. Lakosainak száma 1123 fő (2024. január 1.).

## Népesség
A település lakosságának változását az alábbi diagram mutatja:
| Lakosok száma | 891  | 1063 | 1441 | 1239 | 1109 | 1019 | 1059 | 1077 | 1099 | 1123 |
|               | 1869 | 1900 | 1921 | 1961 | 1980 | 2011 | 2016 | 2019 | 2021 | 2024 |